# Ferdinand Helmann
Ferdinand Carel Helmann (Den Bosch, 19 december 1880 – Amsterdam, 31 augustus 1954) was een Nederlands violist.
Hij was zoon van militair/musicus (violist, dirigent) Carel Pieter Helmann en Jacobina Cornalia Drukker. Hij huwde Henriëtte Jeannette Metz, met wie hij langere tijd aan de Minervalaan 10 woonde. Hij werd begraven op Zorgvlied. Hij was ridder in de Orde van Oranje Nassau, was in bezit van de Leopoldsorde en was Officier d'Académie Française.
Helmann kreeg zijn vioolopleiding van zijn vader en later van Anton Witek (Berlijn) en Henri Marteau (Londen). In 1904 nam hij plaats achter de lessenaars van het toen net opgerichte Residentie Orkest. Vanaf 1909 was hij werkzaam in Rotterdam (Rotterdamse Schouwburg), Wiesbaden, Bremen en Hannover (operettedirigent). In 1916 kreeg hij een aanstelling bij de tweede violen bij het Concertgebouworkest. Hij promoveerde tot eerste violist en naast Louis Zimmermann tweede concertmeester In 1940 werd hij de opvolger van Zimmermann in de functie van eerste concertmeester van dat orkest. In 1948 legde hij die functie neer. Helmann trad een flink aantal keren op als solist (181 keer bij genoemd orkest). Hij speelde naast het klassieke repertoire ook muziek van de modernen uit die jaren bijvoorbeeld Paul Hindemith, Willem Pijper, Willem Landré en Henriëtte Bosmans. Hij maakte deel uit van het kamermuziektrio George van Renesse, Helmann, en Henk van Wezel.
Hij leidde een hele rits violisten op, van wie een aantal ook bekend werd.
- Biografisch Portaal: 17833343
- Library of Congress Control Number: no2002064822
- Nationale Bibliotheek van Israël: 987007335225105171
- Virtual International Authority File: 8617149198311774940005
- WorldCat: E39PBJkT8tK9hYRpGkV8GrBHG3